# デルキシア属
デルキシア属（デルキシアぞく、Derxia）はPseudomonadota門ベータプロテオバクテリア綱バークホルデリア目アルカリゲネス科の属の一つである。グラム陰性の非芽胞形成好気性桿菌であり、極鞭毛を有し運動する。タイプ種はデルキシア・グミモサ（Derxia gummosa）で、属名はオランダの微生物学者ヘンリ・ジョルジュ・デルクス（H. G. Derx）に因む。GC含量は69から73。
土壌や湖で発見され、窒素固定菌に分類される。カタラーゼ試験では陰性を示す。ブドウ糖、果糖及びマンニトールを利用する一方で水素と酸素を利用して二酸化炭素を還元し同化することができる化学合成無機力源栄養性でもある。また、メタンやメタノールも利用できるメチル栄養細菌に分類される。